# Marcelino Vieira
Marcelino Vieira este un oraș în Rio Grande do Norte (RN), Brazilia.